# RS Guadeloupe
El Red Star FC es un equipo de fútbol de Guadalupe que juega en la Liga Guadalupense de Fútbol, la máxima categoría de fútbol en el territorio.

## Historia
Fue fundado en el año 1927 en la ciudad de Pointe-á-Pitre y es el equipo de fútbol más importante de la ciudad, y cuenta con tres títulos de liga y varios títulos de copa local.
A nivel internacional ha participado en dos torneos continentales, el primero en la Copa de Campeones de la Concacaf 1994, donde fue eliminado en la primera ronda por el Club Franciscain de Martinica.

## Palmarés
- Liga Guadalupense de Fútbol: 3

1951/52, 1965/66, 1969/70
- Copa de Guadalupe: 4

1949/50, 1956, 1959/60, 2011
- Copa de Francia: 5

1962, 1974, 1979, 1991, 1993

## Participación en competiciones de la Concacaf
| Temporada | Torneo                           | Ronda | Club             | Casa  | Visita | Global |
| --------- | -------------------------------- | ----- | ---------------- | ----- | ------ | ------ |
| 1994      | Copa de Campeones de la Concacaf | 1     | Club Franciscain | 1-2   | 1-4    | 2-6    |
| 1996      | Copa de Campeones de la Concacaf | 1     | SV Transvaal     | w.o.1 | w.o.1  | w.o.1  |

1- Red Star abandonó el torneo.